# Sporting Moura
El Sporting Moura es un equipo de fútbol de la República Centroafricana que juega en la Tercera División de la República Centroafricana, la tercera liga de fútbol en importancia en el país.

## Historia
Fue fundado en el año 1972 en la capital Bangui con el nombre Publique Sportive Mourara, nombre que cambiaron en 1987 por su nombre actual. Han ganado el Campeonato de fútbol de la República Centroafricana en dos ocasiones, ambas en la década de los años 1980s, aunque no juegan en ella desde 1997.
A nivel internacional han participado en dos torneos continentales, en donde su mejor participación ha sido en la Copa Africana de Clubes Campeones 1982, en la que avanzó a la primera ronda, siendo eliminado por el FC Saint Eloi Lupopo de Zaire.

## Palmarés
- Campeonato de fútbol de la República Centroafricana: 2

1981, 1986

## Participación en competiciones de la CAF
| Temporada | Torneo                            | Ronda      | Club              | Casa  | Visita | Global |
| --------- | --------------------------------- | ---------- | ----------------- | ----- | ------ | ------ |
| 1982      | Copa Africana de Clubes Campeones | Preliminar | Atlético Malabo   | 3-1   | 1-0    | 4-1    |
| 1982      | Copa Africana de Clubes Campeones | 1          | Saint Eloi Lupopo | 0-3   | 2-4    | 2-7    |
| 1987      | Copa Africana de Clubes Campeones | Preliminar | Juvenil Reyes     | w.o.1 | w.o.1  | w.o.1  |

1- Sporting Moura abandonó el torneo.